# Arnold Petzet
Arnold Erich Julius Petzet (* 8. September 1868 in Breslau; † 22. August 1941 in Ebenhausen (Oberbayern)) war ein deutscher Reedereidirektor und Präses der Handelskammer Bremen.

## Biografie
Petzet war der Sohn eines Zeitungsredakteurs aus Augsburg und München. Er besuchte dort das Gymnasium und studierte dann Rechtswissenschaften an der Universität München und der Universität Breslau. Er war zunächst bei der
Preußischen Staatseisenbahnen tätig. 1899 wurde er nach Bremen versetzt und 1902 zum Regierungsrat ernannt.
In dieser Zeit ergaben sich seine ersten Kontakte zum Norddeutschen Lloyd (NDL) in Bremen. 1906, als  Heinrich Wiegand Generaldirektor des NDL war, wurde er in das Direktorium der Reederei berufen. Er übernahm die Leitung der Abteilung binnenländisches Verkehrswesen und die der Wohlfahrtsinstitutionen des NDLs. Er war in einer Reihe von Aufsichtsräten vertreten. Die Gründung von mehreren Reisebüros wurde von ihm veranlasst. Auch die Amerikafahrt der neuen Deutschen Ozean-Reederei (DOR) im Ersten Weltkrieg durch die Handels-U-Boote Deutschland und Bremen fiel in seinem Aufgabenbereich. 1927 verließ er den Vorstand des NDLs.
Er und NDL-Direktor Cornelius Edzard unterstützten ab 1927 den ersten Ost-West-Flug über den Nordatlantik von 1928 durch die Flugpioniere von Hünefeld, der beim NDL ab 1923 Pressereferent war, und durch Köhl.
1928 war er Präses der Handelskammer Bremen. Nach seiner aktiven Zeit im NDL und in der Handelskammer lebte er in Bayern.